# Fairphone 1
Pour un article plus général, voir Fairphone (smartphone).
Le Fairphone 1 est un smartphone à écran tactile et double SIM. Il s'agit du premier modèle commercialisé par la société néerlandaise Fairphone en 2013.

## Livraisons

### Fin 2013 - début 2014: le premier lot

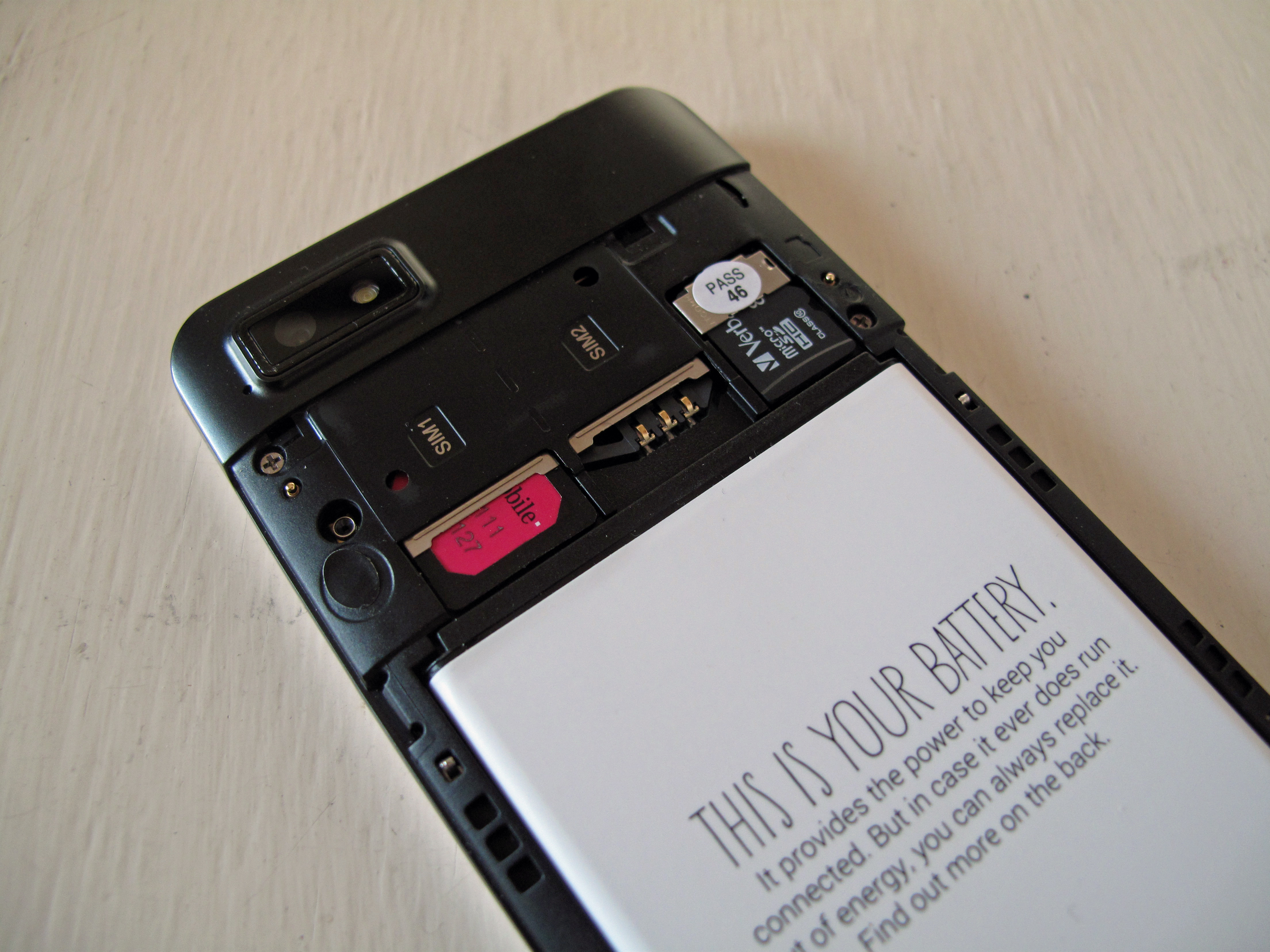
Un Fairphone (première version), avec coque arrière & batterie amovible, fentes pour double SIM & carte mémoire SDHC visibles.

Le projet est financé par les précommandes des clients, dont l'opérateur néerlandais KPN, qui en réserve 1 000 exemplaires pour soutenir le projet.
Les 5 000 réservations nécessaires au projet sont atteintes le 5 juin 2013, ce qui permet de démarrer les actions nécessaires à la mise en place d'une production d'un premier lot de 25 000 téléphones, assemblés en Chine, pays volontairement choisi d'après Bas van Abel, pour « changer le système là où il est le pire ».
La société publie sur son site, le détail des coûts couverts par le prix du téléphone (de 325 euros, pour un coût matériel de 129,75 euros) et la liste de ses fournisseurs.
Le 13 novembre 2013, le nombre de 25 000 précommandes est atteint, couvrant la totalité de la production du premier lot initialement prévu pour l'automne 2013 puis reporté à décembre 2013.
Le 30 décembre 2013, seuls 15 000 des 25 000 téléphones prévus sont fabriqués et 1 307 téléphones ont été expédiés à leurs acheteurs, entraînant un nouveau retard. Ce n'est qu'au mois de janvier 2014 que la production est achevée et les appareils distribués.

### Été 2014: le deuxième lot
La société annonce son intention de poursuivre son activité et lancer la production d'un deuxième lot de Fairphones, pour juin 2014.
Après ouverture d'un sondage et réception de plus de 40 000 intentions d'achat, la société prévoit pour mai 2014 l'ouverture des commandes de la seconde production de Fairphones. Ces nouveaux téléphones diffèrent de la production précédente uniquement par le processeur, coûtent 310 euros l'unité et leur distribution est prévue fin juin/mi-juillet 2014, uniquement en Europe.